# Cœur plein, piscine vide
Cœur plein, piscine vide est un épisode de la série télévisée d'animation Les Simpson. Il s'agit du vingt-et-unième épisode de la trente-sixième saison et du 789e de la série.

## Réception
Lors de sa première diffusion, l'épisode a attiré ?million de téléspectateurs.